# Józef Bielawski
Józef Bielawski, né le 12 août 1910 à Stara Wies et mort le 19 septembre 1997 à Varsovie, est un arabisant polonais, auteur de plusieurs ouvrages.